# Rhagada pilbarana
Rhagada pilbarana är en snäckart som beskrevs av Alan Solem 1997. Rhagada pilbarana ingår i släktet Rhagada och familjen Camaenidae. Inga underarter finns listade i Catalogue of Life.